# Marco Sportiello
Marco Sportiello (10. květen 1992, Desio, Itálie) je italský fotbalový brankář, který od roku 2023 hraje za italský klub Milán.

## Kariéra
Od roku 1999 byl součástí mládežnické akademie Atalanty, kde zůstal až do roku 2010, kdy byl v 18 letech prodán s opcí do Seregna. Po jedné sezoně si jej Atalanta koupila zpět a ten stejný postup i o rok později s klubem Poggibonsi. V roce 2012 byl poslán na hostování do Carpi. Po vítězství play off slavil s klubem postup do 2. ligy.
V létě 2013 se vrátil do Atalanty, kde dělal náhradníka. Jeho debut se odehrál 4. prosince 2013, ve věku 21 let, v zápase italského poháru proti Sassuolu (2:0). V Serii A debutoval 12. ledna 2014 proti Catanii (2:1). Do konce sezony stihl ještě nastoupit dvakrát. V následující sezoně byl již jedničkou a odchytal 37 utkání a pomohl tak k záchraně v lize. Další sezona již byla lepší, když s 36 utkání pustil 43 branek. 
Na začátku sezony 2016/17 jej trenér Gian Piero Gasperini už tolik nestavěl a v lednu 2017 byl poslán na rok a půl do Fiorentiny formou hostování. Sezonu 2017/18 byl u fialek jedničkou a odchytal 37 utkání a pustil 38 branek a pomohl klubu na 8. místo v lize. Poté byl opět poslán na hostování k nováčkovi Frosinone, která vlastnila opci. Ta ale nebyla aktivována i kvůli sestupu do 2. ligy a vrátil se zpět.
Následující čtyři sezony v Atalantě, pod trenérem Gasperinim nastoupil do 41 ligových utkání. V sezoně 2019/20 nastoupil prvně i v LM a zopakoval si to i rok později. V lize se v sezonách 2019/20 a 2020/21 obsadil 3. místa a v Italském poháru 2020/21 prohrál ve finále s Juventusem.
V létě 2023 podepsal smlouvu s Milánem.

## Statistiky
| Sezóna               | Klub                 | Liga                 | Liga   | Liga      | Ligové poháry | Ligové poháry | Ligové poháry | Kontinentální poháry | Kontinentální poháry | Kontinentální poháry | Celkem | Celkem    |
| Sezóna               | Klub                 | Soutěž               | Zápasy | Obd. Góly | Soutěž        | Zápasy        | Obd. Góly     | Soutěž               | Zápasy               | Obd. Góly            | Zápasy | Obd. Góly |
| -------------------- | -------------------- | -------------------- | ------ | --------- | ------------- | ------------- | ------------- | -------------------- | -------------------- | -------------------- | ------ | --------- |
| 2010/11              | Seregno              | Serie D              | 28+1   | 26+1      | -             | 0             | 0             | -                    | 0                    | 0                    | 29     | 27        |
| 2011/12              | Poggibonsi           | Lega Pro 2 Divisione | 34     | 41        | -             | 0             | 0             | -                    | 0                    | 0                    | 34     | 41        |
| 2012/13              | Carpi                | Lega Pro 1 Divisione | 30+4   | 27+4      | IP            | 3             | 2             | -                    | 0                    | 0                    | 37     | 33        |
| 2013/14              | Atalanta             | Serie A              | 3      | 3         | IP            | 1             | 0             | -                    | 0                    | 0                    | 4      | 3         |
| 2014/15              | Atalanta             | Serie A              | 37     | 55        | IP            | 0             | 0             | -                    | 0                    | 0                    | 37     | 55        |
| 2015/16              | Atalanta             | Serie A              | 36     | 43        | IP            | 1             | 0             | -                    | 0                    | 0                    | 37     | 43        |
| 2016/17              | Atalanta             | Serie A              | 8      | 14        | IP            | 2             | 0             | -                    | 0                    | 0                    | 10     | 14        |
| 2017                 | Fiorentina           | Serie A              | 2      | 4         | -             | 0             | 0             | -                    | 0                    | 0                    | 2      | 4         |
| 2017/18              | Fiorentina           | Serie A              | 37     | 38        | IP            | 0             | 0             | -                    | 0                    | 0                    | 37     | 38        |
| Celkem za Fiorentinu | Celkem za Fiorentinu | Celkem za Fiorentinu | 39     | 42        | -             | 0             | 0             | -                    | 0                    | 0                    | 39     | 42        |
| 2018/19              | Frosinone            | Serie A              | 35     | 64        | IP            | 1             | 2             | -                    | 0                    | 0                    | 36     | 66        |
| 2019/20              | Atalanta             | Serie A              | 6      | 5         | IP            | 0             | 0             | LM                   | 2                    | 5                    | 8      | 10        |
| 2020/21              | Atalanta             | Serie A              | 15     | 21        | IP            | 1             | 1             | LM                   | 5                    | 11                   | 21     | 32        |
| 2021/22              | Atalanta             | Serie A              | 5      | 5         | IP            | 0             | 0             | LM+EL                | 0+0                  | 0+0                  | 5      | 5         |
| 2022/23              | Atalanta             | Serie A              | 15     | 21        | IP            | 0             | 0             | -                    | 0                    | 0                    | 15     | 21        |
| Celkem za Atalantu   | Celkem za Atalantu   | Celkem za Atalantu   | 125    | 167       | -             | 5             | 1             | -                    | 7                    | 16                   | 137    | 184       |
| 2023/24              | Milán                | Serie A              | 7      | 11        | IP            | 0             | 0             | LM+EL                | 1+1                  | 0+1                  | 9      | 12        |
| 2024/25              | Milán                | Serie A              | 2      | 2         | IP+IS         | 1+0           | 0             | LM                   | 0                    | 0                    | 3      | 2         |
| Celkem za Milán      | Celkem za Milán      | Celkem za Milán      | 9      | 13        | -             | 1             | 0             | -                    | 2                    | 1                    | 12     | 14        |
| Celkově              | Celkově              | Celkově              | 305    | 385       | -             | 10            | 5             | -                    | 9                    | 17                   | 324    | 407       |

## Úspěchy

### Klubové
- vítěz italského superpoháru (1x)

Milán: 2024

### Reprezentační
- 1× na ME 21 (2015)